# Йожеф Сабо (футболист)
Вижте пояснителната страница за други личности с името Йожеф Сабо.
Вижте пояснителната страница за други личности с името Сабо.
Йожеф Сабо (на унгарски: Szabó József; на украински: Йожеф Сабо) е съветски футболист и треньор. Майстор на спорта на СССР (1967). Почетен треньор на Украйна.

## Кариера

### Футболист
Сабо прави име като играч на Динамо Киев, играейки в клуба от 1959 до 1969 г. Четирикратен шампион на СССР, Сабо има 315 мача във Висшата лига, като е отбелязал 49 гола.
Освен че е избран за един от 33-те най-добри играчи в СССР, Сабо изиграва и 40 мача за националния отбор на СССР и отбелязва 8 гола.

### Треньор
Сабо е треньор на различни отбори в края на 1970-те години (като Зоря Луганск през 1977 г. и Днипро Днепропетровск през 1978 – 1979 г.), многократно води Динамо Киев (1993 – 1997 и 2004 – 2005 г., с прекъсвания между тях). Той също така е вторият най-успешен треньор на украинския национален отбор, с 16 победи и 12 равенства в 34 мача като треньор на страната през 1994 и 1996 – 1999 г. На 20 септември 2007 г. той е назначен за треньор на Динамо Киев след подаването на оставка на Анатолий Демяненко. Сабо обаче подава оставка в началото на ноември същата година, поради лични и здравословни проблеми.

## Отличия

### Отборни
Динамо Киев
- Съветска Висша лига: 1961, 1966, 1967, 1968
- Купа на СССР по футбол: 1964, 1966

### Треньор
Динамо Киев
- Украинска Премиер лига: 1994, 1996
- Купа на Украйна: 1996, 2005